# Campo zingari di Auschwitz
Il campo zingari di Auschwitz (in tedesco Zigeunerlager Auschwitz o Zigeunerfamilienlager Auschwitz, «campo famiglie zingare di Auschwitz») fu nel gergo nazista, dal febbraio 1943 all'agosto 1944, la sezione B II del campo di Auschwitz-Birkenau.
Nel dicembre 1942 e secondo le successive disposizioni attuative di Arthur Nebe del 29 gennaio 1943, le famiglie e gli individui classificati come "zingari" o anche "zingari bastardi", cioè rom o con antenati rom, furono deportati ad Auschwitz-Birkenau in virtù della cosiddetta detenzione preventiva, con lo scopo di "risolvere la questione zingara dalla natura di questa razza". La maggior parte dei deportati proveniva dall'Altreich tedesco e dall'Austria. Delle circa 22.600 persone alloggiate nelle baracche ne morirono oltre 19.300 e di queste, 13.600 persero la vita per la malnutrizione, per le malattie o per le epidemie, mentre più di 5.600 furono uccise nelle camere a gas. Gli altri prigionieri furono vittime delle aggressioni individuali o degli esperimenti medici, compresi quelli portati avanti da Josef Mengele, medico del campo di concentramento. Un piccolo numero di prigionieri fu trasferito in altri campi, come Buchenwald o Ravensbrück, usati per il lavoro forzato.
I crimini di massa commessi nel campo di Auschwitz-Birkenau fanno parte del genocidio contro i rom, meglio noto come Porrajmos.

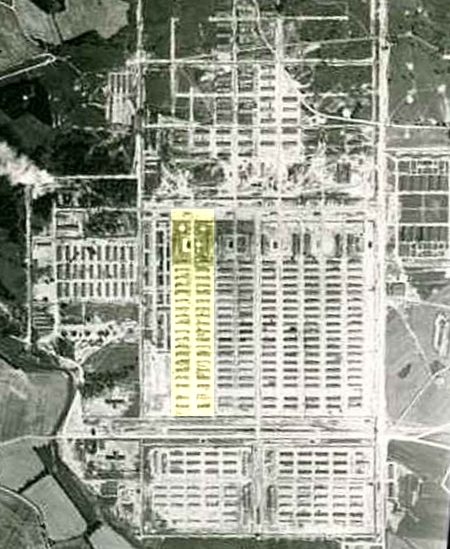
Il campo zingari (evidenziato in giallo) in una fotografia aerea scattata dalla RAF nel 1944 del campo di Auschwitz-Birkenau.

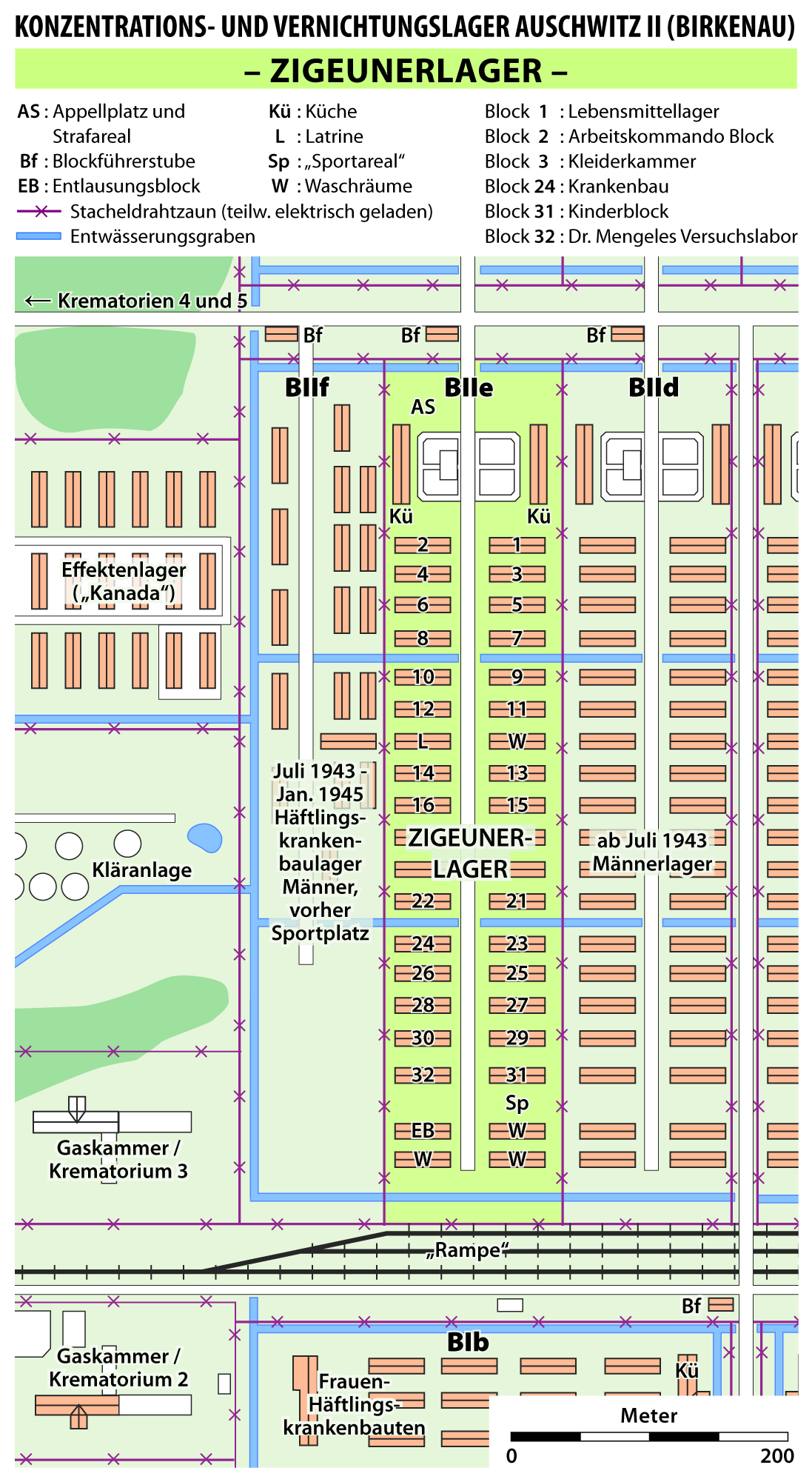
Designazioni e funzioni dei blocchi del campo zingari, grafica moderna basata sullo stato di costruzione alla metà del 1944.

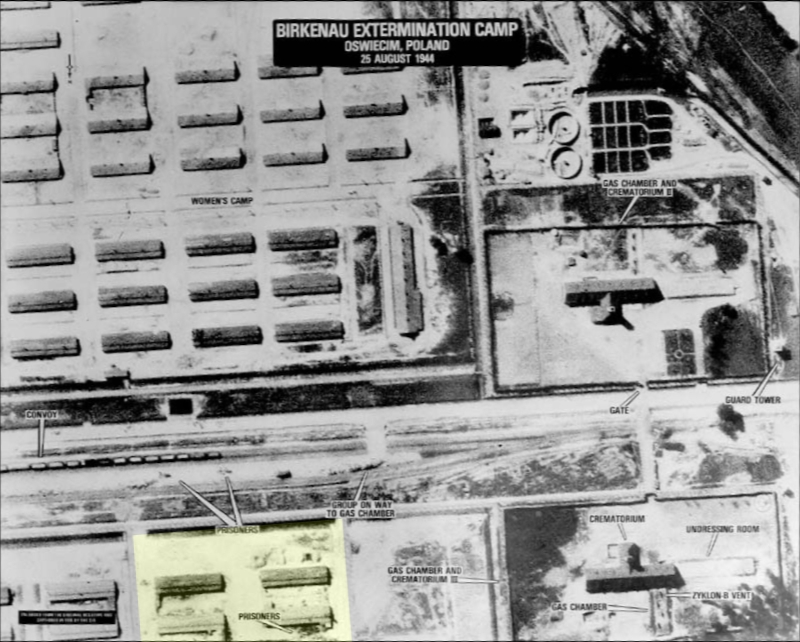
Baracche dell'estremità meridionale del campo zingari di Auschwitz (evidenziate a colori) vicino ai crematori. Fotografia aerea scattata dalla SAAF il 25 agosto 1944, poco dopo la liquidazione del campo zingari. La foto è ruotata di 180° rispetto alla mappa.

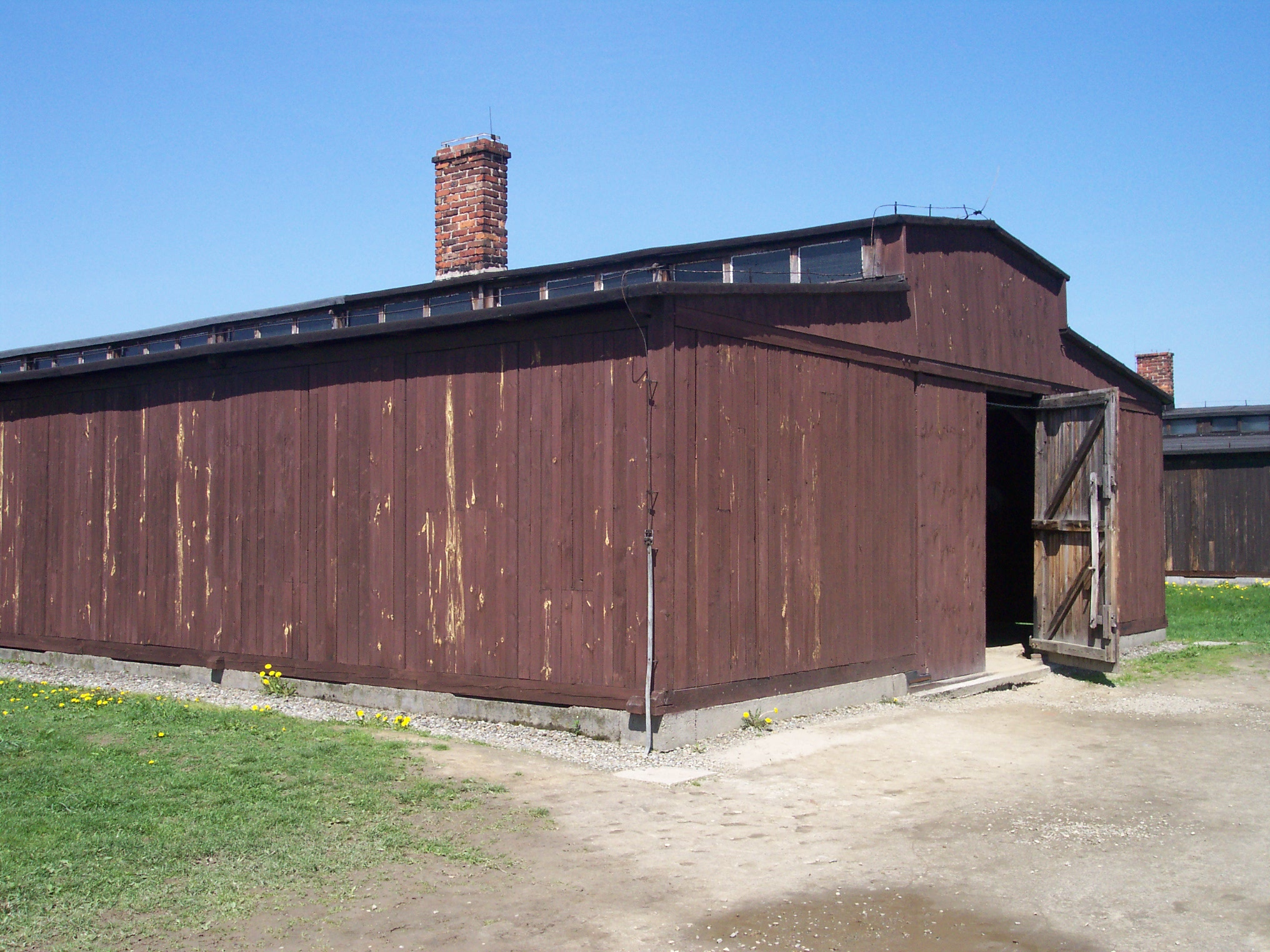
Baracca del campo di concentramento, tipo stalla per cavalli, lunga 40,96 m, larga 9,56 m e alta 2,65 m (foto del 2008).

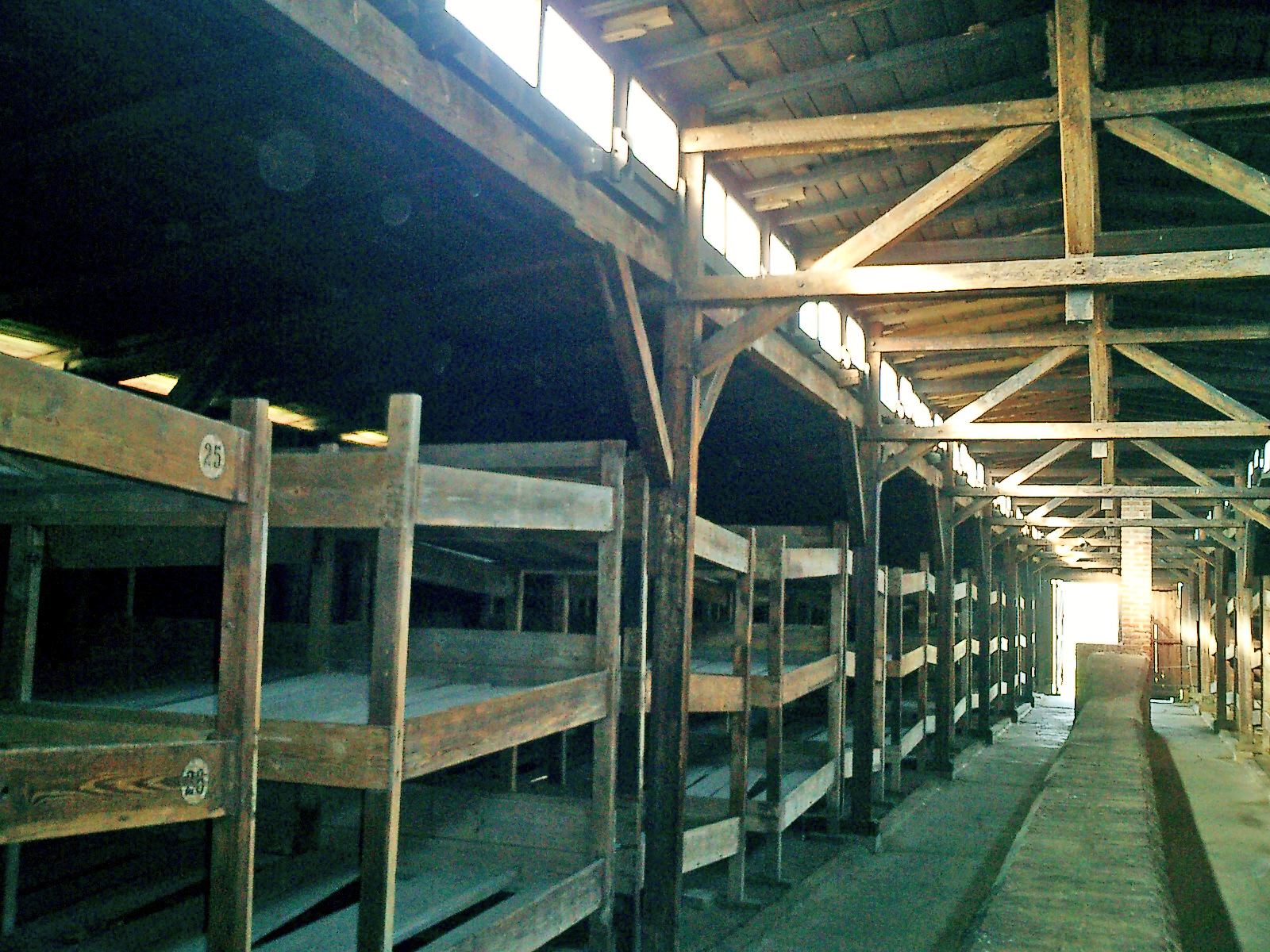
Vista interna di una delle baracche con cuccette a tre piani (foto del 2006). I letti a doghe (regolarmente per 15 persone) avevano dimensioni di 280 × 185 cm e un'altezza di 200 cm.

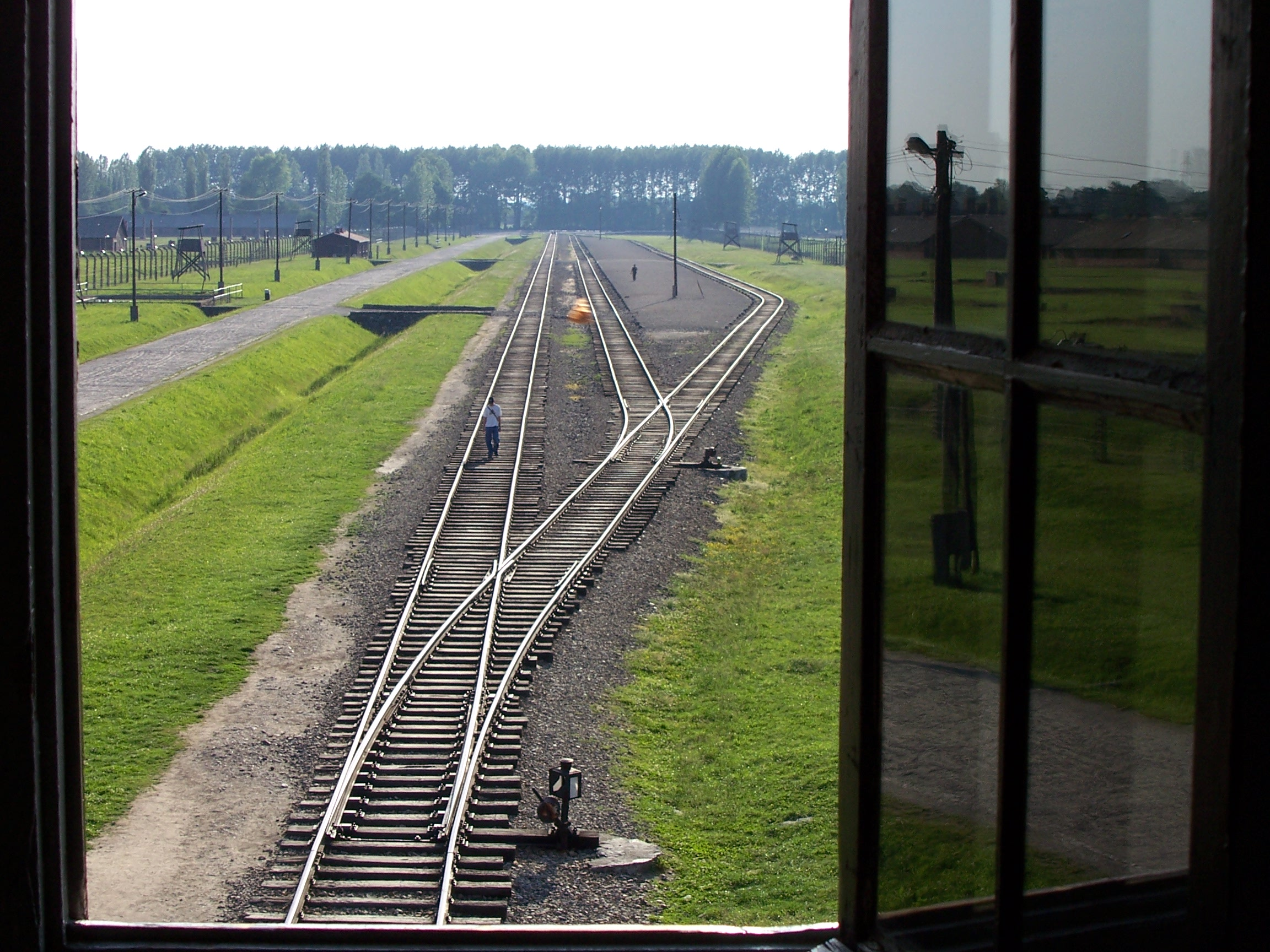
Vista dall'edificio d'ingresso lungo i binari della ferrovia fino all'estremità meridionale del "campo nomadi" (foto del giugno 2006). Questo campo si trova sul bordo posteriore dell'immagine, a destra dei binari, davanti agli alberi.

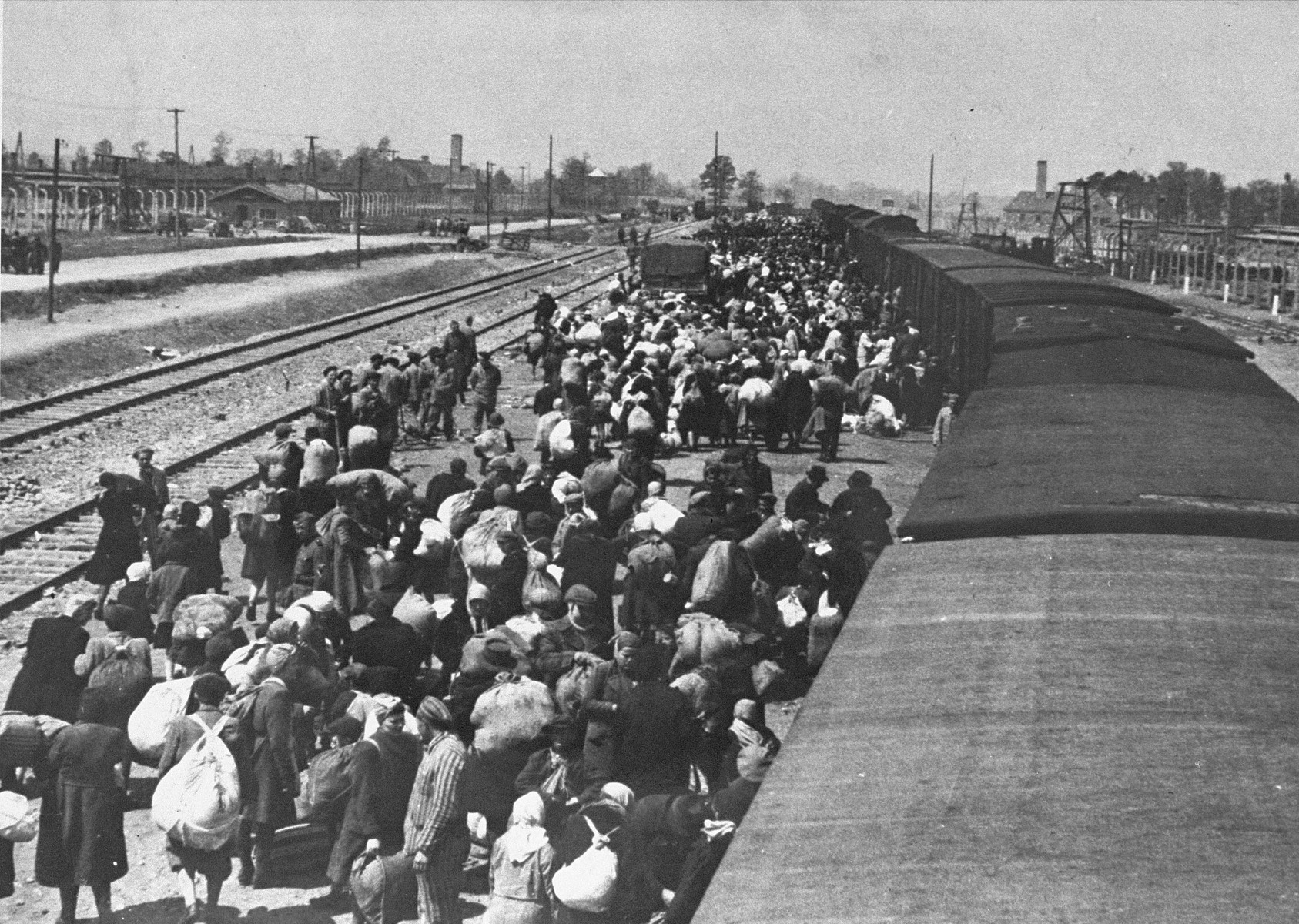
Un treno di deportati ebrei ungheresi raggiunge Auschwitz nel maggio 1944. L'estremità meridionale del campo zingari si trova sul lato destro dell'immagine, le ciminiere sullo sfondo appartengono ai forni crematori. I binari della ferrovia lungo la strada principale del campo furono completati nel maggio 1944.

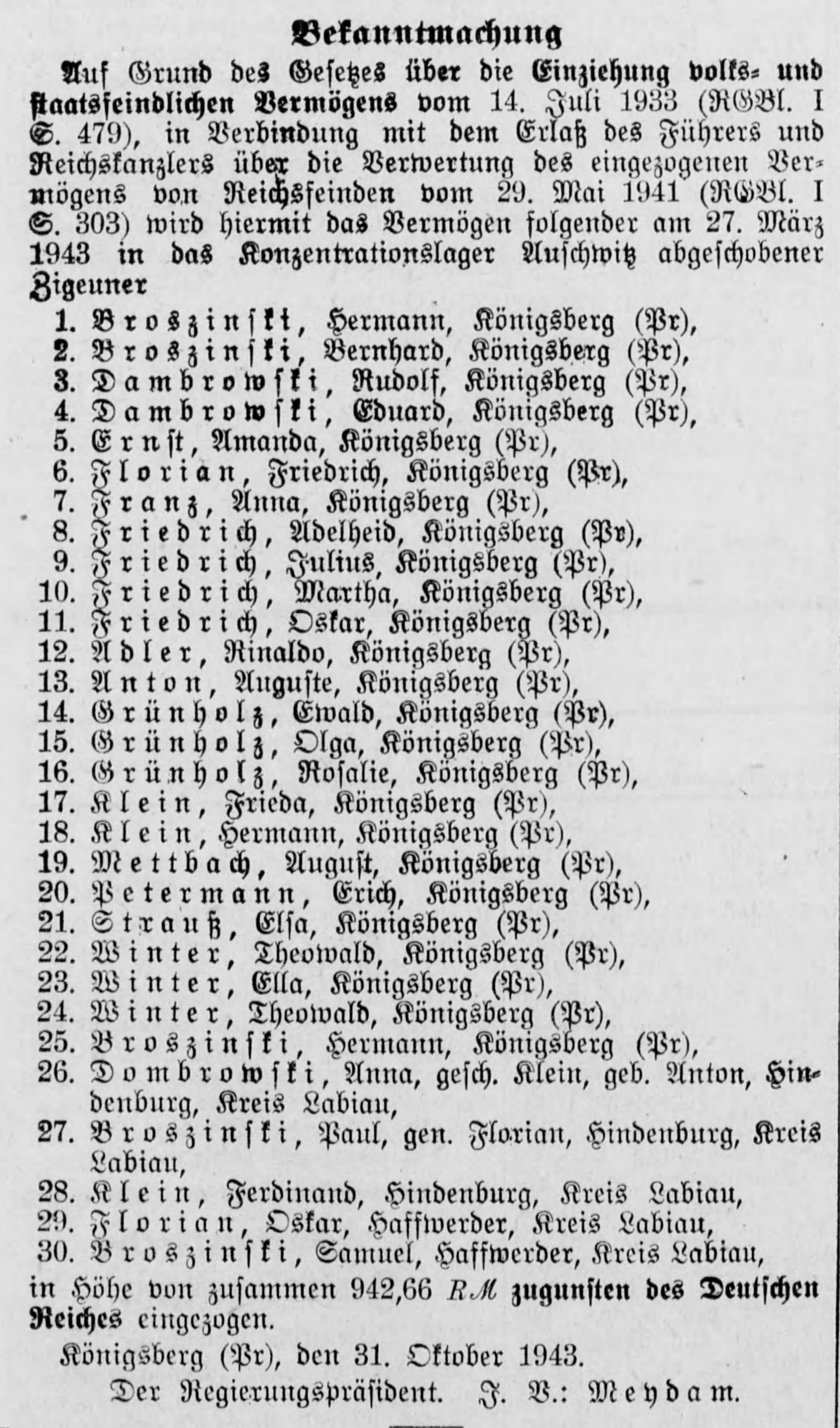
Annuncio sulla confisca dei beni dei prigionieri di Auschwitz nella Gazzetta del Reich tedesco.

## Il campo

### Creazione
Nell'accordo Himmler-Thierack del 17 settembre 1942 tra le SS e il Ministero della Giustizia, e poi nell'ordine del Reichsführer-SS del 16 dicembre 1942 noto come Decreto Auschwitz, non solo fu ordinata la deportazione degli zingari presenti nel territorio del Reich, ma fu anche riservata loro una parte del campo di Auschwitz. Questo ordine incluse anche la chiusura dei campi di lavoro forzato già istituiti nel Reich, come ad esempio il campo zingari di Colonia, il campo zingari di Bickendorf (dal 1935), il campo di lavoro forzato di Marzahn (noto agli esecutori come Rastplatz; dal 1936) o il campo di detenzione per zingari di Lackenbach (dal 1940; a sud di Vienna).
L'inizio della prigionia degli zingari nella sezione B IIe del campo di Auschwitz-Birkenau può essere determinato con precisione grazie a due precisi eventi: il 1º febbraio 1943 l'SS-Oberscharführer Pfütze fu nominato comandante del campo zingari e il 26 febbraio 1943 arrivò il primo trasporto ordinato dall'RSHA il 29 gennaio 1943. Da quel momento in poi, i prigionieri furono registrati in un registro separato e anche tatuati con una serie separata di numeri partendo dalla lettera Z, dovevano indossare il simbolo nero come segno di identificazione e vennero quindi etichettati come "asociali".
L'ampliamento della "zona di interesse del campo di Auschwitz" era già nei piani dal febbraio 1941. Il campo zingari non era ancora stato completato quando fu occupato per la prima volta dai prigionieri nel 1943. Gli zingari erano già stati deportati ad Auschwitz per la prima volta nel 29 settembre 1942, prima che la zona specifica per loro fosse costruita. La sezione completa era larga circa 80 m e lunga circa 1000 m, comprendeva 40 "blocchi" noti come baracche per cavalli, 32 dei quali furono allestiti come baracche residenziali. Dei restanti otto blocchi, due erano adibiti a deposito per cibo e vestiario, quattro come infermeria per i prigionieri e altri due a baracche per neonati e bambini. All'ingresso settentrionale si trovava un edificio separato, la "stanza del Blockführer" (Blockführer è il nome dato ai supervisori SS attivi in una sezione del blocco, qui B IIe), oltre a un edificio usato come cucina per gli uomini e uno usato come cucina per le donne. La sezione era recintata con del filo spinato, dotata di torri di guardia e confinava sul lato est (sempre separata da una recinzione di filo spinato) con la sezione B IId, la zona maschile del campo di concezione simile. Sul lato ovest confinava con l'ospedale per prigionieri B IIf. All'estremità meridionale della fila di baracche si trovavano i binari della rampa ferroviaria interna del campo di concentramento, a pochi metri dai crematori di Auschwitz.
Nei mesi successivi, le baracche furono sovraffollate arrivando a contare fino a un migliaio di persone presenti: le baracche erano dotate di poche finestre, organizzate con letti di legno a tre piani, ognuno dei quali destinato a una famiglia, indipendentemente dalle sue dimensioni. I letti di legno erano così sovraffollati che crollavano ripetutamente.

### Arrivo al campo
I nuovi arrivati dovevano presentare lo Zigeunerpapier (il "foglio dello zingaro" di colore verde) e un foglio bianco contenente l'ordine di ammissione dell'Ufficio Centrale del Reich per la lotta allo ziganismo e i dati personali, successivamente i prigionieri venivano tatuati e registrati nel registro del campo:
(Elisabeth Guttenberger (deportata nel marzo 1943))
(Julius Hodosi)

### Vita nel campo
A differenza di quasi tutte le altre sezioni del campo, i prigionieri del campo zingari potevano stare insieme alle loro famiglie, indossare abiti civili e lasciarsi crescere i capelli. I prigionieri che potevano lavorare non venivano assegnati ai distaccamenti esterni ma venivano utilizzati nel campo di Auschwitz: la strada che portava alla sezione del campo fu realizzata dai bambini, impiegati nel trasportare anche le pietre più pesanti. Il prigioniero Helmut Clement racconta:
(Helmut Clement)
Le condizioni igieniche del campo erano catastrofiche: le strutture per lavarsi erano inadeguate, le latrine venivano svuotate raramente e l'acqua era contaminata dai germi, soprattutto dal tifo. Alla carenza di igiene si aggiungevano le razioni di cibo assolutamente inadeguate, motivo per cui la fame era onnipresente:
(Hermine Horvath)
(Julius Hodosi)
Le donne sopravvissute raccontarono anche di essere state violentate dalle guardie SS, avrebbero scelto le donne più belle durante le operazioni di spostamento.

### Epidemie e malattie
La combinazione delle scarse condizioni igieniche e della malnutrizione favorì la diffusione in tutto il campo di malattie come la scabbia, il morbillo e il tifo, molti bambini furono colpiti dalla noma al viso. Il medico dei prigionieri Lucie Adelsberger così riferì sulle condizioni di vita dei bambini dopo la fine della guerra:
(Lucie Adelsberger)
Le baracche dei malati erano occupate da 400-600 persone. Nell'aprile 1943, i malati erano assistiti da 30 medici e 60 infermieri detenuti, che non avevano abbastanza medicine o bende per curarli. L'uccisione dei prigionieri malati era un espediente solito nel trattamento "medico".
Josef Mengele fu uno dei medici del campo degli zingari, dal 24 maggio 1943 salì alla posizione di capo medico del campo. Fu responsabile delle selezioni giornaliere nei blocchi dei malati e faceva redigere ai medici dei prigionieri, alle sue dipendenze, l'elenco preciso dei malati con diagnosi e prognosi per ogni blocco. La prognosi che prevedesse un periodo di guarigione superiore alle tre settimane significava praticamente la condanna a morte del prigioniero stesso.
I medici del campo erano anche responsabili della lotta alle epidemie. Mengele combatté l'epidemia di tifo sgomberando una baracca, facendo uccidere i 600-1000 detenuti del blocco e facendo poi disinfettare la baracca svuotata. I prigionieri della baracca vicina vennero poi spostati nudi e senza i loro effetti personali, solo più tardi gli furono consegnati dei vestiti nuovi. Questo processo si è ripetuto in altri casi con le altre baracche. La possibilità di ripetere questa disinfestazione senza uccidere i prigionieri non era una possibilità contemplata da Mengele, come osservò nel 1985 l'ex medico dei prigionieri Ella Lingens. Oltre a Mengele, gli altri medici presenti nel campo furono Berthold Epstein, Erwin von Helmersen, Fritz Klein e Franz Lucas.

### Composizione dei detenuti
La composizione dei prigionieri non è rappresentativa delle vittime. In particolare, i rom che non vivevano in Germania e in Austria furono deportati ad Auschwitz solo in casi eccezionali. La maggior parte dei prigionieri proveniva da Germania e Austria (62,75% più il 4,46% di apolidi, la maggior parte dei quali presumibilmente tedeschi), il 22% dal Protettorato di Boemia e Moravia e il 6% dalla Polonia occupata. Gli uffici della polizia criminale deportarono circa il 14% dei prigionieri e possono essere identificati con i loro "Uffici per gli Affari degli Zingari".
Circa un centinaio di zingari del Reich avevano prestato anche il servizio militare nella Wehrmacht prima della deportazione, molti di loro avevano ricevuto le onorificenze di guerra e alcuni di loro erano stati portati al campo direttamente dal fronte. Tra i detenuti del campo c'erano anche donne zingare sposate con tedeschi "ariani", deportate con i loro figli, che avevano prestato anche loro il servizio militare.

### Numero di vittime

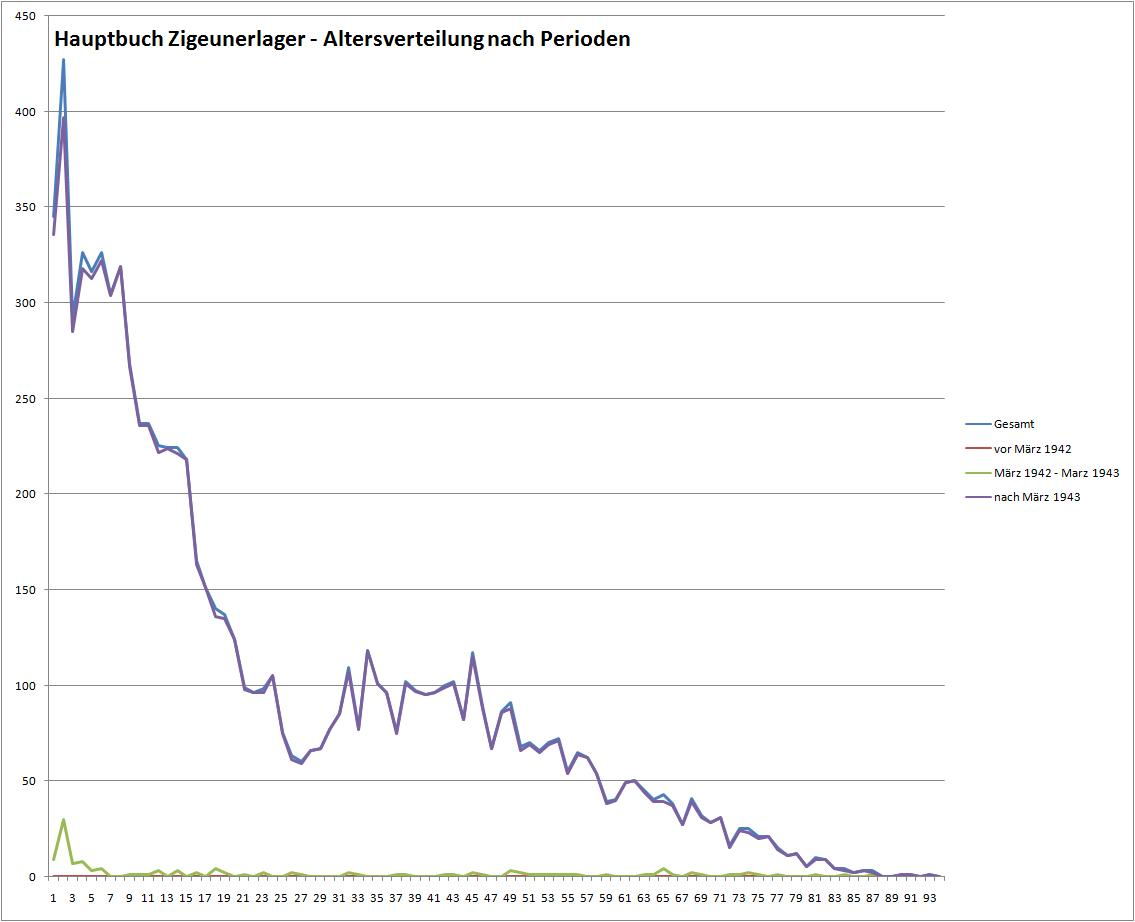
Dati del campo nomadi: distribuzione dell'età per periodo.

Nella sua autobiografia Rudolf Höß definì gli zingari il "contingente principale" di vittime, numericamente successivo agli ebrei e ai prigionieri di guerra russi. Il numero di prigionieri e di vittime del campo zingari di Auschwitz può essere ricostruito in modo preciso grazie alle varie fonti provenienti dalla burocrazia del campo, pur tenendo conto dell'occultamento dei responsabili e delle lacune presenti nei registri. Le fonti più importanti sono i due libri principali del campo. In un libro per uomini e donne, i prigionieri erano registrati per nome con numeri consecutivi ascendenti. Il numero corrispondeva a quello tatuato sui prigionieri. I registri elencano 20.943 persone, nel 1943 furono ammessi 18.736 prigionieri e nel 1944 2.207 prigionieri, 11.843 (circa il 57%) prigionieri furono registrati come deceduti. Nel campo nacquero 371 bambini, nessuno dei quali sopravvisse.
I registri erano tenuti dai prigionieri. Il prigioniero politico polacco Tadeusz Joachimowski riuscì a rubare di nascosto i due libri dalla sala di scrittura nel luglio 1944, poco prima che questa sezione del campo fosse liquidata il 2 agosto 1944, e a seppellirli con l'aiuto di altri due prigionieri. I libri furono poi recuperati il 13 gennaio 1949 e consegnati al memoriale.
Franciszek Piper elenca 20.982 prigionieri registrati come "zingari", divisi in 10.094 uomini e 10.888 donne. Piper non si riferisce solo ai libri contabili, ma anche al numero di prigionieri trovato in un altro inventario presso il memoriale. Albine Weiss (Z-10888) è elencata nel libro del blocco 22b, fuori dal "campo degli zingari". Anche Danuta Czech fornisce un numero leggermente diverso di prigionieri: 20.967. Dai registri principali mancano anche circa 1.700 uomini, donne e bambini che furono portati qui il 23 marzo 1943 e uccisi nelle camere a gas perché sospettati di tifo. Secondo Franciszek Piper, non furono registrati circa 2.000 prigionieri portati qui come "zingari".
Michael Zimmermann stima che ci fossero circa 22.600 prigionieri, 19.300 dei quali non sopravvissero con più di 5.600 uccisi dal gas.

### Deportazioni

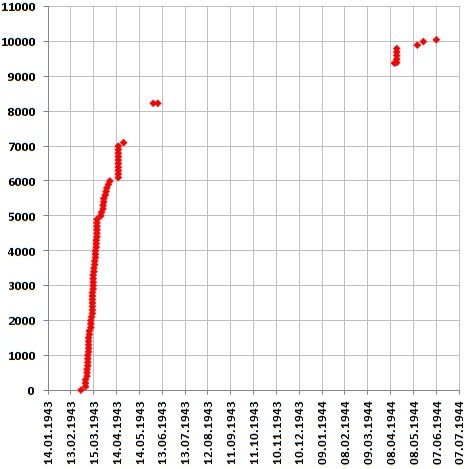
Numeri di prigionieri assegnati (solo uomini). Il numero di prigionieri aumenta molto rapidamente, le grandi lacune sono dovute a date mancanti nel registro.

Qui sono elencate alcune delle numerose deportazioni documentate nel campo:
- Il 26 febbraio 1943 è la prima data di ammissione documentata nei registri del campo.[GB 11]
- Nel marzo 1943, 11.339 persone arrivarono su 23 trasporti.[GB 1] Il campo di Altwarmbüchener Moor fu circondato ed evacuato la notte del 1º marzo 1943,[34] i deportati si trovano iscritti nel registro dopo il 4 marzo 1943.[35] Tra i deportati di marzo vi erano anche i 160 residenti del cosiddetto "campo zingari di Magdeburgo Holzweg", tra cui Erna Lauenburger, nota come "Unku"[36][37]. Anche loro furono deportati il 1º marzo 1943.[38] I deportati dal campo di lavoro forzato per zingari di Ravensburg, tra cui Hildegard Franz, arrivarono intorno alla metà di marzo. Il treno in cui furono trasportati Walter Winter e la sua famiglia raggiunse il campo a metà marzo, fu immatricolato il 14 marzo 1943 con il numero Z 3105.[39] Anton Winter e la sua famiglia furono deportati da Singen su un treno che arrivò a Radolfzell il 24 marzo 1943 e raccolse altre vittime in molte altre stazioni. Secondo l'orario, il treno arrivò ad Auschwitz-Birkenau alle 15:01 del 27 marzo 1943 con 514 persone tra uomini e donne. La maggior parte della sua famiglia non sopravvisse al campo.[40] Tra le persone già deportate a marzo figurano Hermann Höllenreiner,[41] Hugo Höllenreiner[GB 12] e Vinzenz Rose.[GB 13] Karl Stojka[GB 14] e Mongo Stojka[GB 14] furono deportati il 31 marzo 1943.
- Nell'aprile 1943, 2.677 persone furono deportate su dieci trasporti.[GB 15] Tra i prigionieri deportati in aprile c'era Otto Rosenberg,[16] uno dei prigionieri del campo di lavoro forzato Berlin-Marzahn Rastplatz[42], liquidato dopo la quasi completa deportazione ad Auschwitz. Anche Ewald Hanstein fu deportato da Berlino.[43]
- Nel maggio 1943 furono deportate 2014 persone su undici trasporti.[GB 15] Queste dimensioni dei trasporti non furono più raggiunte in seguito.
- Anche le deportazioni dal Centro di detenzione per zingari di Lackenbach, in Austria, iniziarono nel 1943[44].
- Il 17 gennaio 1944, 351 prigionieri provenienti da Belgio, Germania, Francia, Paesi Bassi e Norvegia arrivarono dal campo SS di Malines[GB 16].
- Il 21 aprile 1944, Philomena Franz fu registrata e tatuata con il numero Z 10550[45].
- Il 12 maggio 1944, i 39 bambini sinti di Mulfingen[46], che avevano aiutato l'antropologa Eva Justin a conseguire il dottorato, furono trasferiti dall'asilo di St. Josefspflege al campo di concentramento di Auschwitz-Birkenau[47]. Ai ragazzi furono assegnati i numeri da Z-9873 a Z-9892, alle ragazze da Z-10629 a Z-10647.[48][49]
- Il 16 maggio 1944, 244 persone furono trasportate dal campo di transito di Westerbork ad Auschwitz, tra cui Settela Steinbach. Zoni Weisz fu l'unico della sua famiglia a sfuggire a questa deportazione.[50]
- Dopo il 6 giugno 1944, Ernst Mettbach[51] (Z 10061) e Karl Höllenreiner[52] (Z 10062) furono deportati nel campo; in seguito servirono come cavie negli esperimenti con l'acqua di mare nel campo di concentramento di Dachau.
- L'ultimo numero di prigioniero documentato nel libro principale delle donne, Z 10849, appartiene a Magda Samujlowiez, arrivata al campo il 21 luglio 1944 dalla Lituania. La data manca nelle ultime registrazioni degli uomini, l'ultima voce datata registro degli uomini appartiene a Walter Brozinski (Z 10053), nato nel campo il 7 giugno 1944, seguito da altre 40 voci non datate.[53]

### Selezioni e trasferimento dei detenuti
Molti prigionieri morirono a causa delle pessime condizioni di vita. Il numero dei prigionieri fu ridotto dalle operazioni di sterminio e dal trasporto in altri campi di concentramento:
- il 23 marzo 1943, circa 1.700 uomini, donne e bambini delle baracche 20 e 22, portati da Białystok e sospettati di avere il tifo, furono uccisi nelle camere a gas. Questi prigionieri non sono elencati nel registro[31];
- il 25 maggio 1943, 507 uomini e 528 donne furono uccisi nelle camere a gas come pazienti affetti da tifo o sospetti tali; le date di morte furono nascoste nel registro[54];
- il 9 novembre 1943, cento prigionieri furono trasferiti al campo di concentramento di Natzweiler per gli esperimenti sul tifo. Furono seguiti da un trasporto sostitutivo che arrivò tra l'8 e il 14 dicembre[GB 16];
- il 27 novembre 1943, 35 prigionieri furono trasferiti alla compagnia di punizione[GB 16];
- il 15 aprile 1944, 884 uomini furono trasferiti al campo di Buchenwald e 473 donne al campo di Ravensbrück.[GB 16]

La liquidazione del campo iniziò a metà maggio 1944.
Arthur Nebe suggerì di utilizzare i "bastardi zingari" del campo di Auschwitz per gli esperimenti medici con l'acqua di mare: questi esperimenti furono condotti nel campo di concentramento di Dachau tra luglio e settembre 1944. Tra le cavie, non volontarie, vi erano gli ex prigionieri del campo zingari di Auschwitz Josef Laubinger (Z 9358), Ernst Mettbach e Karl Höllenreiner.

### Chiusura del campo

Johann Schwarzhuber al processo di Ravensbrück (1947).

Il 16 maggio 1944, dopo la chiusura del campo, il primo tentativo di evacuazione fallì a causa della resistenza dei prigionieri. In precedenza, il direttore del campo Georg Bonigut avvertì alcuni prigionieri che era a conoscenza dell'evacuazione del campo. Alcuni giorni dopo, il 23 maggio 1944, circa 1.500 prigionieri furono selezionati e trasferiti al campo di concentramento di Auschwitz I per essere poi ritrasferiti in altri campi; 82 uomini furono inviati al campo di concentramento di Flossenbürg e 144 donne al campo di concentramento di Ravensbrück. La deportazione completa o l'uccisione dei prigionieri rimasti nel campo di concentramento ebbe luogo il 2 e il 3 agosto 1944. Il campo fu chiuso il 2 agosto alle 19:00 in seguito a un ordine arrivato da Berlino. 1408 prigionieri furono trasferiti al campo di Buchenwald con un treno merci e i restanti 2897 donne, uomini e bambini furono uccisi nelle camere a gas. Poiché il comandante del campo Bonigut si era dato malato, l'SS-Unterscharführer Fritz Buntrock mandò i prigionieri alle camere a gas dove furono uccisi in gruppi alla presenza del capo del campo di custodia protettiva Johann Schwarzhuber e del capo del Sonderkommando Otto Moll. La mattina del 3 agosto 1944, coloro che inizialmente riuscirono a nascondersi nel campo furono picchiati a morte o fucilati dalle SS.
(Menashe Lorinczi (prigioniero del gruppo gemello di Mengele))
(Rudolf Höss (comandante di Auschwitz))
(Elisabeth Guttenberger (prigioniera del campo zingari))
Non è chiaro da chi, quando e perché fu presa la decisione di chiudere il campo, cioè di trasferire i prigionieri in altri campi di concentramento e di eliminare quelli rimasti. Höss costruì un suo pensiero legato alla visita personale di Himmler nel 1942, al quale aveva mostrato "le baracche stipate, le condizioni igieniche inadeguate, le baracche dell'infermeria completamente occupate" del campo. "Vide tutto esattamente e realisticamente e ci diede l'ordine di distruggerle dopo che gli ebrei idonei al lavoro erano stati selezionati". Questa ricostruzione non può essere corretta in termini di tempistica: la seconda e ultima visita di Himmler ad Auschwitz avvenne il 17 e 18 luglio 1942, quando il campo zingari non esisteva ancora. Dopo aver lasciato Auschwitz nel novembre 1943, Höss stesso tornò al campo tra l'8 maggio e il 29 giugno 1944. In quel periodo le SS iniziarono i preparativi per la liquidazione dell'intero campo.
In relazione alla "liquidazione" del campo, Michael Zimmermann fa riferimento a una lettera di Arthur Nebe, capo dell'Ufficio di Polizia Criminale del Reich responsabile dello sterminio degli "zingari", datata 5 maggio 1944. Nella lettera, Nebe non solo suggerì di utilizzare gli "zingari" come cavie per gli "esperimenti con l'acqua di mare", ma annunciò anche che avrebbe presto presentato al Reichsführer-SS una "proposta speciale" per il "popolo zingaro".
Irene Frenkel (nata Grünwald), ex impiegata nella prigione, sottolinea nelle sue memorie che il campo zingaro fu evacuato dopo che un gran numero di altri prigionieri (e non solo di deportati) erano già stati uccisi, e che il gruppo successivo fu quello degli ebrei ungheresi. Gli addetti alla registrazione dei prigionieri dovettero nascondere le date di morte. Regina Seinberg (nata Hofstädter), un'altra addetta alla registrazione dei prigionieri, riferì che alcune settimane prima dell'evacuazione del campo, fu nuovamente registrato un gran numero di prigionieri.
Alla fine di maggio 1944, gli ebrei deportati dall'Ungheria e dalla Polonia che non erano stati registrati come prigionieri furono alloggiati in una parte dell'ex campo zingari. Quest'area servì come campo di transito per le persone ritenute idonee al lavoro dopo la selezione e che in seguito sarebbero state trasportate in Germania per il lavoro forzato. Inoltre, il campo servì a volte anche come campo di transito per i nuovi prigionieri in quarantena dopo che fu liquidato il "campo della quarantena". Da metà a fine novembre 1944, nell'ex campo zingari erano presenti 4.428 donne e ragazze provenienti dal campo femminile B Ia e 169 ragazzi fino al 18 gennaio 1945 quando il campo fu liquidato. Poco prima dell'evacuazione del campo di Auschwitz, i bambini gemelli che Mengele usò per i suoi esperimenti furono trasferiti nel campo zingari: i bambini avevano paura perché sapevano che era prevista la loro immediata uccisione. Dopo la chiusura del campo, ci furono altre due grandi operazioni di omicidio sui detenuti che furono trasferiti dal campo di Buchenwald. I bambini furono uccisi nel campo zingari.
La demolizione di Auschwitz da parte delle SS iniziò nel novembre 1944. Il campo principale e Auschwitz-Birkenau furono liberati dall'Armata Rossa nel primo pomeriggio del 27 gennaio 1945.

### Descrizione del campo
Il 10 e il 12 ottobre 1943, il rapporto preparato dalle fonti polacche fu ricevuto dall'Office of Strategic Services (OSS) a Londra. La resistenza polacca aveva raccolto i fatti anche nel campo per stilare il rapporto. Oltre alle informazioni sulla deportazione e sull'uccisione degli ebrei europei, il rapporto conteneva anche la cifra di 14.000 zingari deportati nel campo, il 90% dei quali morirono gasati.
Le fotografie aeree della RAF del complesso del campo risalgono al 1944. La disposizione dei crematori nello schizzo del campo è riconoscibile per l'inversione a specchio.

### Museo e patrimonio culturale mondiale

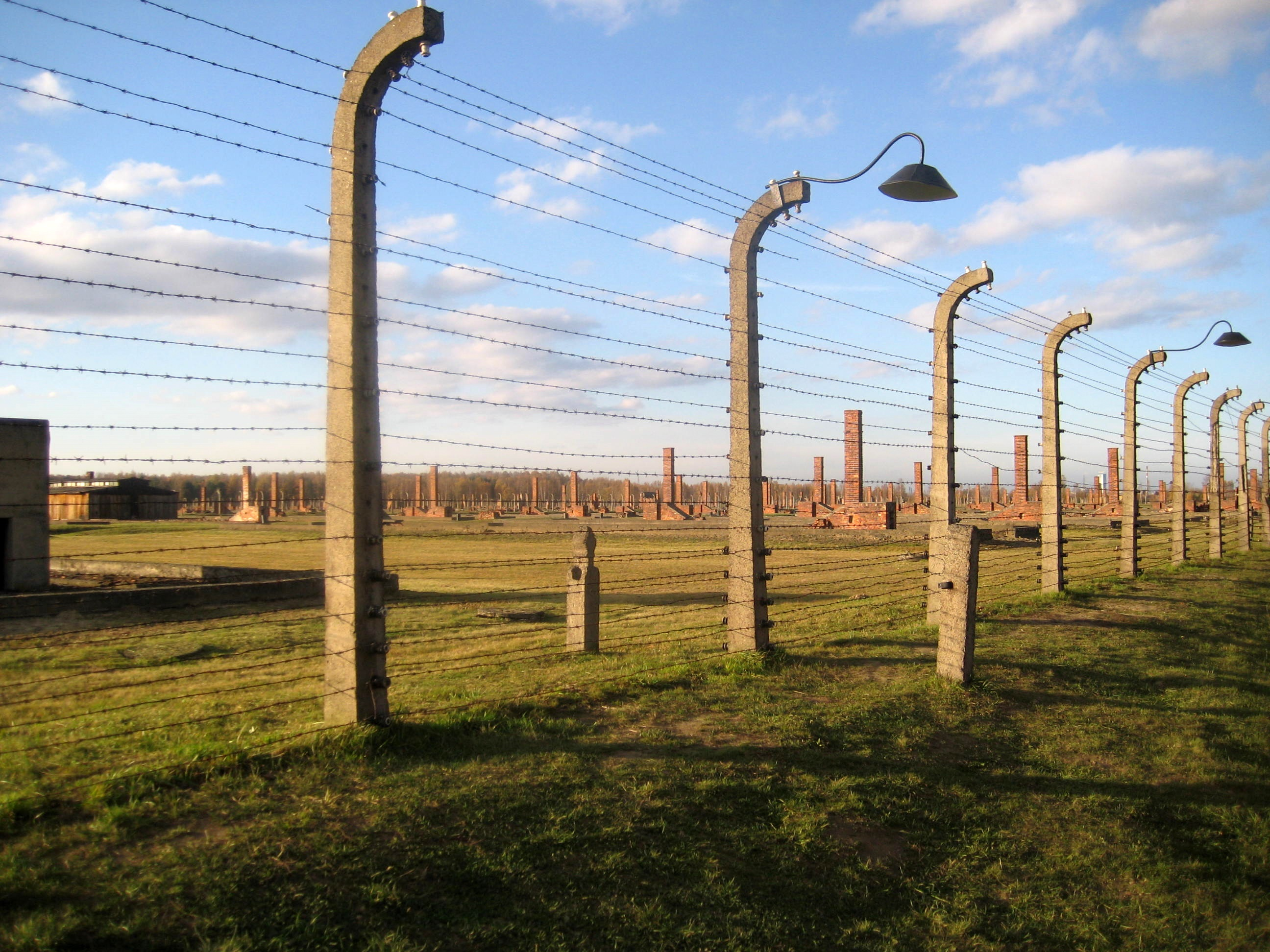
Stato attuale della maggior parte delle baracche della Sezione B II.

L'Unione Sovietica ha ceduto il sito del campo alla Polonia nel 1947, il 2 luglio 1947 il Parlamento polacco ha dichiarato il campo un museo. Dal 1979, l'ex campo di concentramento e quindi anche il "campo degli zingari" sono stati inseriti nella lista del patrimonio mondiale dell'UNESCO: sono ancora visibili solo i resti delle baracche in legno, in particolare le fondamenta in pietra e i frammenti del camino.

### Funzionari del campo zingari
Hermann Diamanski era un anziano del campo; era chiamato "barone zingaro" dai prigionieri e, secondo i sopravvissuti, li difendeva. Un altro anziano del campo zingari era il prigioniero con il numero 1, Bruno Brodniewicz, che era stato anche il primo anziano del campo principale di Auschwitz. I sopravvissuti del campo di concentramento riferirono in seguito che Brodniewicz aveva gravemente maltrattato i prigionieri.

## Personale del campo

### Lagerführer
I comandanti del campo zingari cambiarono molto spesso. Durante i 17 mesi di attività del campo, si sono succeduti otto SS-Unterführer e un SS-Führer (F.J. Hofmann):
- dal febbraio 1943 SS-Oberscharführer Bruno Pfütze[GB 17];
- dal marzo 1943 SS-Hauptsturmführer Franz Johann Hofmann[GB 18];
- dal giugno 1943 SS-Hauptscharführer Gerhard Palitzsch[GB 19];
- dall'agosto 1943 SS-Oberscharführer Ludwig Plagge[85];
- dall'agosto 1943 SS-Hauptscharführer Friedrich Harder[GB 20], morto il 3 febbraio 1944, dopo essere stato "deliberatamente infettato dal tifo" dai prigionieri[85];
- dal gennaio 1944 SS-Oberscharführer Jakob Jochum[85];
- primavera 1944 SS-Unterscharführer Reinhold Hartwecker e poi SS-Scharführer Hermann Balthasar Buch[85];
- dall'aprile 1944 fino alla chiusura del campo SS-Unterscharführer Georg Bonigut[GB 21][85].

### Capo del Dipartimento politico
Il Dipartimento politico di questa sezione del campo, il cosiddetto "Dipartimento zingari", era diretto da Perry Broad (baracca 8). Mentre era prigioniero di guerra britannico, Broad scrisse il cosiddetto Rapporto Broad, in cui commentava anche il campo zingari del campo di Auschwitz, ma senza menzionare la propria persona. Tra le altre cose, descrisse il caso della famiglia rom Tikulitsch-Todorewitsch, composta da nove persone e proveniente dalla Croazia. Secondo Broad, questa famiglia doveva essere messa in libertà dal campo zingari in seguito all'intervento della legazione croata presso l'Ufficio di Polizia Criminale del Reich, tuttavia il superiore di Broad, Maximilian Grabner, avrebbe aggirato l'ordine di liberazione. Sembra che abbia falsamente riferito a Berlino che la famiglia era infetta dal tifo e che quindi non poteva essere rilasciata dal campo della quarantena. Ad eccezione di un bambino di quattro anni, tutti i membri della famiglia morirono per le condizioni disumane del campo, il bambino fu ucciso nella camera a gas durante la liquidazione del campo zingari.

## Crimini medici
Mengele sfruttò le opportunità offerte dal campo per gli esperimenti umani e per raccogliere una varietà di campioni e misurazioni per i quali uccise anche i prigionieri. Dopo che l'antropologa Karin Magnussen dell'Istituto Kaiser Wilhelm, allieva di Otmar von Verschuer, scoprì alcuni gemelli con occhi di colore diverso in un gruppo familiare di "zingari bastardi", i gemelli furono esaminati dal punto di vista genealogico e biologico secondo i parametri del Centro Ricerche per l'Igiene e la Razza (in tedesco: Rassenhygienische Forschungsstelle, RHF) e dell'Ufficio Centrale del Reich per la lotta allo ziganismo (in tedesco: Reichszentrale zur Bekämpfung des Zigeunerunwesens). La famiglia era stata deportata ad Auschwitz nel marzo 1943 ed era stata segnalata a Josef Mengele. Le coppie di gemelli furono quindi uccise e i loro occhi inviati all'Istituto Kaiser Wilhelm per le analisi scientifiche. Secondo un medico prigioniero, poiché solo gli occhi di sette coppie di gemelli erano pronti per essere spediti, l'ottava coppia fu presa da due cadaveri e inviata a Berlino. I campioni del progetto di eterocromia furono mostrati a Hermann Langbein durante una conversazione con von Verschuer, ma von Verschuer finse di ignorare la loro origine.
Secondo il medico prigioniero Adam C., Mengele uccise un "gemello zingaro" dell'età di sette o otto anni, di cui non era chiaro il gonfiore delle articolazioni. I rappresentanti delle oltre 15 discipline specialistiche rappresentate tra i medici detenuti avevano una diagnosi diversa da quella di Mengele. Mengele insistette sulla diagnosi secondo cui le alterazioni erano dovute alla tubercolosi. Ordinò ad Adam C. di rimanere al suo posto, tornò un'ora dopo e annunciò che non si trattava di tubercolosi:«Sì, li ho sezionati». Mengele aveva ucciso i due bambini sparando loro al collo e aveva esaminato lui stesso i corpi ancora caldi, come ha ricordato il medico prigioniero Miklós Nyiszli.
Nyiszli riferì anche di altri omicidi:«In una stanza di lavoro accanto alla sala di dissezione, 14 gemelli zingari aspettavano sotto la sorveglianza delle SS, piangendo amaramente. Il dottor Mengele non ci disse una parola, ma preparò una siringa da 10 cc e una da 5 cc. Prese l'Evipan da una scatola e il cloroformio da un'altra, in fiale da 20 cc, e le mise sul tavolo operatorio. Poi portarono il primo gemello, una ragazza di 14 anni. Il dottor Mengele mi ordinò di spogliare la ragazza e di metterla sul tavolo di dissezione. Poi le iniettò l'Evipan per via endovenosa nel braccio destro. Dopo che la bambina si era addormentata, palpò il ventricolo sinistro e iniettò 10 cc di cloroformio. La bambina morì dopo un'unica convulsione e il dottor Mengele la fece portare all'obitorio. Tutti i 14 gemelli furono uccisi allo stesso modo quella notte.»
Helmut Clemens riferì dei suoi servizi ausiliari per Mengele:«La sera dovevo togliere i cadaveri [dall'infermeria], accatastati in una piccola capanna, uno per uno, annotare i numeri sulle loro braccia e portarne alcuni al dottor Mengele. Poi li apriva in qualche modo. C'erano barattoli ovunque sugli scaffali contenenti organi, cuori, cervelli, occhi e parti umane. Ero con Mengele quando sceglieva i gemelli per i suoi esperimenti, dovevo portarglieli, lui dava loro dei numeri in più [...] Ma una volta ero nella stanza con lui, per caso, e ho visto che i bambini avevano una specie di liquido negli occhi, avevano degli occhi enormi. Qualche giorno dopo vidi gli stessi bambini morti all'obitorio. Il dottor Mengele faceva esperimenti del genere ogni due o tre giorni nel campo.»

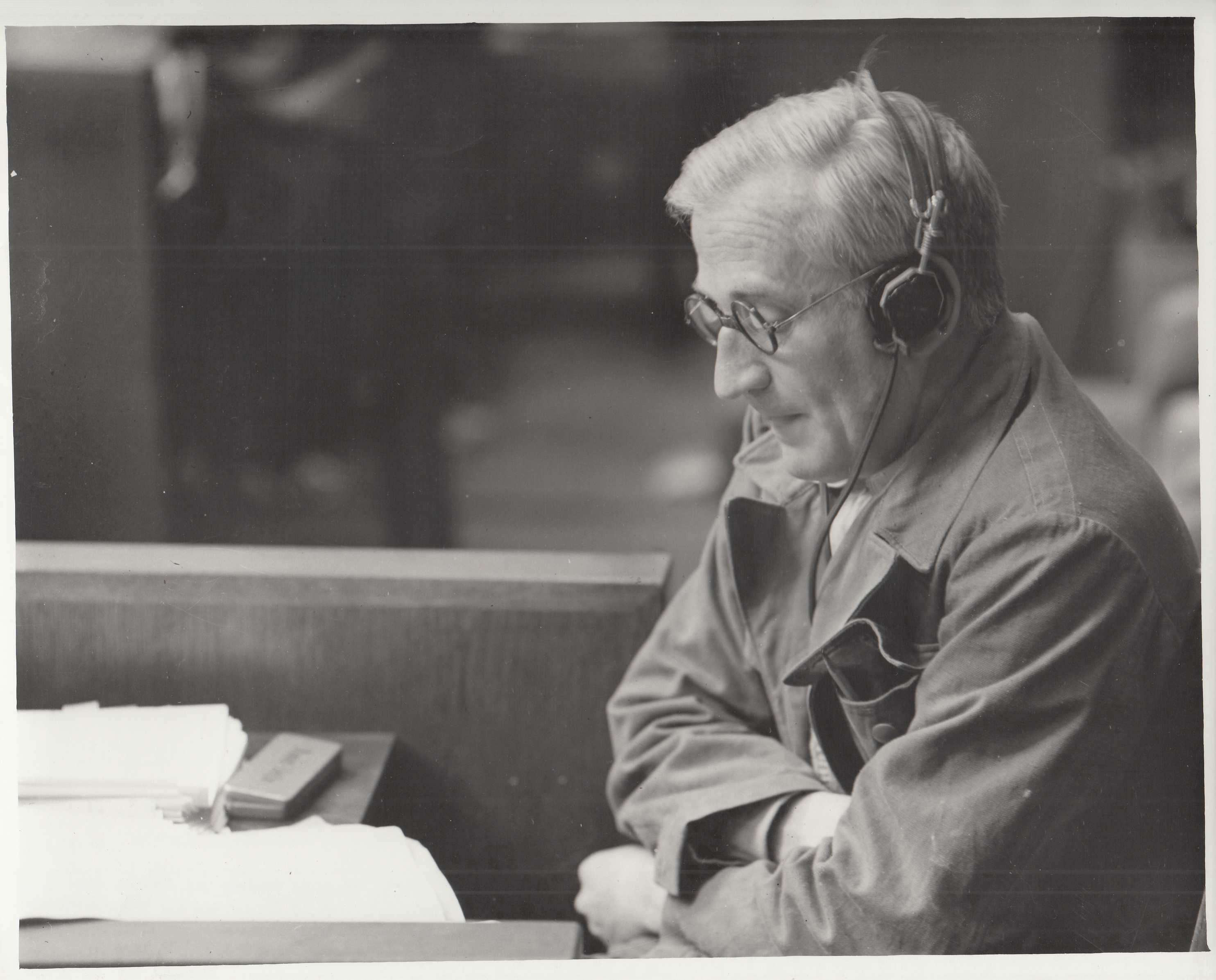
Eugen Haagen, testimone della difesa nel processo ai dottori, 9 dicembre 1946-20 agosto 1947.

Nel novembre 1943, cento prigionieri furono trasferiti nel campo di concentramento di Natzweiler per gli esperimenti sul tifo, su richiesta del professore di Strasburgo e candidato al Premio Nobel Eugen Haagen. Le loro condizioni erano pessime (secondo Haagen: "non idonee all'uso"), così che agli 82 prigionieri sopravvissuti fino a quel momento fu ordinato di tornare indietro. Altri dodici di loro morirono durante il trasporto. Un trasporto sostitutivo arrivò tra l'8 e il 14 dicembre. Haagen eseguì gli esperimenti sul tifo sulla maggior parte del gruppo. Un'altra parte dei prigionieri, insieme ai prigionieri del primo gruppo, furono sottoposti agli esperimenti con il gas fosgene dal professore di Strasburgo Otto Bickenbach. Haagen pubblicò i risultati dei suoi esperimenti sul tifo in una rivista scientifica tedesca nel 1944, dichiarando apertamente che alcuni dei suoi soggetti erano membri di una minoranza indesiderata che aveva deliberatamente esposto al rischio di non sopravvivere ("40 zingari non vaccinati").

## Il "campo zingari di Auschwitz" e i suoi responsabili nei processi del dopoguerra

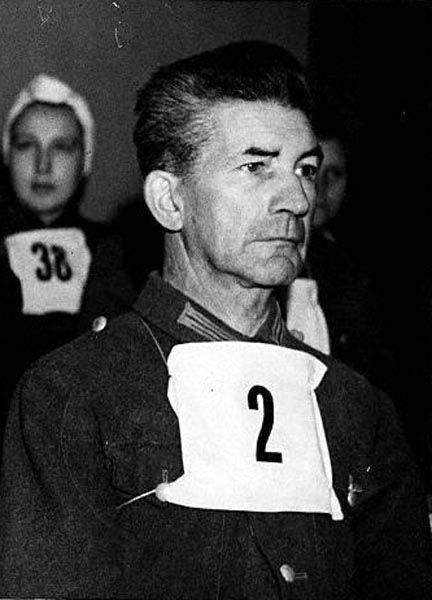
Il medico del campo Fritz Klein, che lavorava anche nel campo zingari ed era responsabile, tra l'altro, delle selezioni, fu condannato a morte e giustiziato al processo di Bergen-Belsen nel 1945 ma solo per i reati contro i prigionieri con cittadinanza alleata. (Foto come imputato al processo).

### Processo di Norimberga contro i principali criminali di guerra (1945-1946)
Nel registro del testo ufficiale:"Il processo ai principali criminali di guerra davanti al Tribunale Militare Internazionale di Norimberga", ci sono solo due voci alla parola "zingari" e nessuna delle quali riguarda Auschwitz, tenendo conto che l'argomento è stato sicuramente affrontato nel processo, nelle sentenze non si parla di "zingari" o del campo zingari. Ad esempio, la testimonianza di Andreas Lerintsiakosz sul trasferimento dei bambini al campo zingari:
(Marie-Claude Vaillant-Couturier (testimonianza del 28 gennaio 1946).)

### Processi nelle zone di occupazione britannica e americana

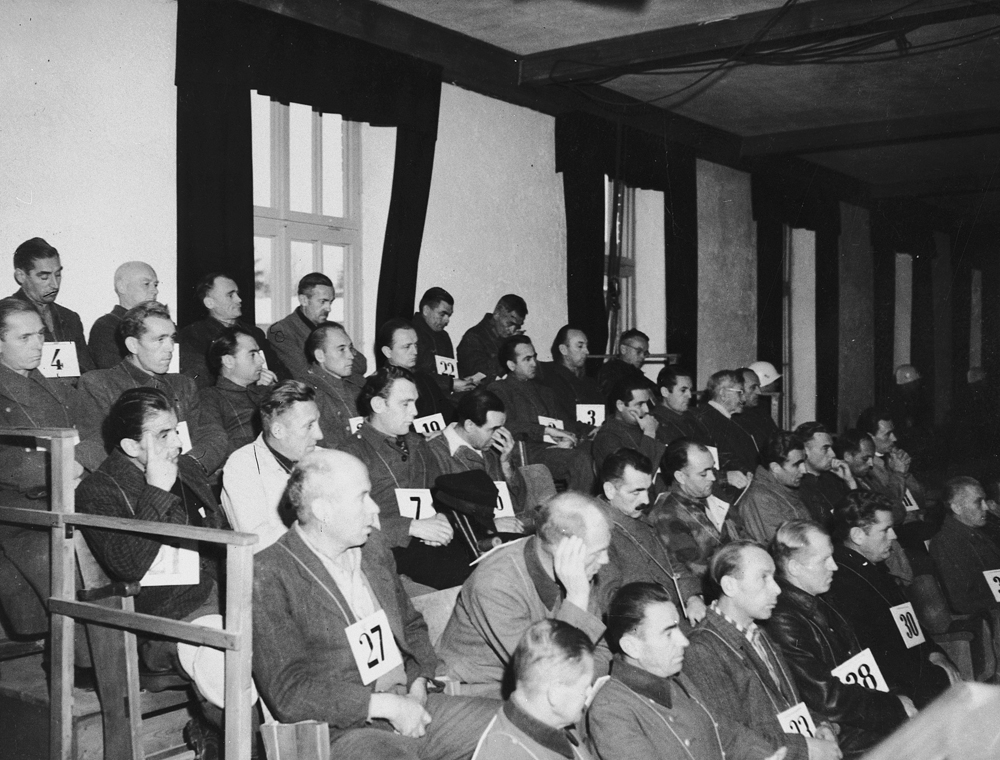
Gli imputati del processo principale di Dachau del 15 novembre 1945.

Otto Moll, che contribuì a guidare gli omicidi durante la liquidazione del campo, fu accusato e condannato per altri reati al processo principale di Dachau alla fine del 1945. Fu giustiziato nel 1946. Fritz Klein, il medico del campo che lavorava anche nel campo zingari ed era responsabile, tra l'altro, delle selezioni, fu condannato a morte per altri reati e giustiziato al processo di Bergen-Belsen alla fine del 1945.

### Processo di Auschwitz
Alcuni degli esecutori, responsabili anche del campo zingari, furono estradati in Polonia poco dopo la fine della guerra o furono imprigionati in Polonia. Höß fu accusato per il suo ruolo avuto nello sterminio, condannato e giustiziato nel 1947. I due capi del campo, Plagge e Buntrock, furono processati e condannati al secondo processo contro 40 imputati di Auschwitz, tenutosi dal 25 novembre al 16 dicembre 1947 a Cracovia e dove anche Plagge fu giustiziato. Erwin von Helmersen fu condannato a morte dal Tribunale distrettuale di Cracovia il 17 gennaio 1949 e giustiziato il 12 aprile 1949.

### Processo Eichmann
Nel processo ad Adolf Eichmann, che si svolse a Gerusalemme tra l'11 aprile e il 15 dicembre 1961, la deportazione (secondo le informazioni disponibili all'epoca) di "molte decine di migliaia di zingari" ad Auschwitz fu giudicata come undicesima accusa indipendente ma ignorata nel verdetto di colpevolezza, in quanto non si poté dimostrare che Eichmann fosse a conoscenza del progetto di sterminio. Durante il processo, i testimoni indicarono in dettaglio le condizioni del campo.

### Processo di Francoforte 1963-1965
Al primo processo di Francoforte su Auschwitz (1963-1965), Perry Broad, Wilhelm Boger, Karl-Friedrich Höcker, Franz Johann Hofmann, Oswald Kaduk e Bruno Schlage furono accusati di omicidio in relazione al campo zingari. Queste accuse costituivano solo un aspetto del processo: riguardavano sia gli atti dell'esecuzione che la partecipazione alle selezioni e agli altri omicidi organizzati. Oltre agli omicidi, numerosi testimoni hanno descritto le condizioni disumane della prigione e gli altri reati avvenuti. Tra i testimoni c'erano anche gli ex prigionieri del campo zingari, fu letta la testimonianza di Elisabeth Guttenberger (Z 3991), mentre Max Friedrich (Z 2894), Waldemar Schröder (Z 2987), Paul Morgenstern (Z 5.439), e Bruno Stein (Z 1286) testimoniarono direttamente.
Il procedimento contro Perry Broad per favoreggiamento dell'omicidio di 3.000 zingari è stato separato ma non concluso. Broad fu condannato al processo di Auschwitz per complicità nell'omicidio di 2.000 prigionieri ebrei poiché non fu possibile dimostrare chiaramente che Broad avesse commesso l'omicidio di un solo zingaro, fatto che fu comprovato dalle testimonianze.
Wilhelm Boger fu condannato all'ergastolo per il suo coinvolgimento nelle uccisioni di massa, nelle selezioni dei prigionieri e nelle uccisioni dei prigionieri durante gli "interrogatori intensificati" e ad altri 15 anni di carcere per altri reati. Alcuni dei suoi omicidi contro gli zingari furono rivelati durante il processo:
(Dietrich Strothmann)
L'ex anziano del campo Hermann Diamanski testimoniò contro Boger e la liquidazione del campo zingari durante il primo processo il 19 marzo 1964. Nonostante i notevoli sospetti, il tribunale stabilì che Boger non poteva essere condannato con certezza oltre ogni ragionevole dubbio per il suo coinvolgimento nella liquidazione del campo zingari e fu assolto su questo punto per mancanza di prove.
Karl-Friedrich Höcker, aiutante del comandante del campo Richard Baer, fu condannato a sette anni di carcere per complicità in almeno tre casi di omicidio di almeno 1.000 persone ciascuno. La fornitura dei camion per il trasporto alla camera a gas durante la liquidazione del campo zingari, che rientrava nella sua area di responsabilità, non poté essere provata al di là di ogni ragionevole dubbio perché non esistevano documenti scritti al riguardo.
Durante il processo, gli imputati cercarono di presentarsi come "nobili, utili e buoni". Avevano costruito dei parchi giochi per i bambini zingari e facevano ginnastica con i detenuti del campo, come ad esempio l'imputato Hofmann:
Hofmann può. 
"Può seguirmi, signor Presidente?" 
Sulla mappa del campo zingari, indica la sala ricreativa "per i più piccoli". Poi spiega come faceva "sport" con gli zingari:"Signor Presidente, facevamo ginnastica". 
Il direttore del tribunale distrettuale Hofmeyer:"Signor Hofmann, non c'è nessuno qui che le creda sulla parola, quello che è successo lì era esercizio punitivo".
Hofmann:"No, solo esercizio all'aria aperta".
L'imputato piange, ovviamente perché si sente incompreso. 
Domanda del presidente del tribunale:"Dove sono i 50 bambini che erano ospitati nel campo principale?"
Hofmann:"Non ricordo. È registrato negli archivi delle SS di Auschwitz. Dopo ogni nome c'è scritto B/II/F'".
Il presidente chiese cosa significasse.
Hofmann:"Birkenau, camino 2".»
(Der Spiegel 1964)
(Testo della sentenza)
L'omicidio di un prigioniero nel campo zingari da parte di Hofmann si riflette nella sua condanna, ma la maggior parte della sua colpa non viene presa in considerazione:
(Testo della sentenza)
Oswald Kaduk fu condannato all'ergastolo per dieci capi d'accusa di omicidio e almeno mille capi d'accusa di complicità in omicidio. Ha anche perso i diritti civili a vita. Gli omicidi inclusi nella sentenza comprendono questo:
(Testo della sentenza)
Bruno Schlage è stato condannato a sei anni di carcere per complicità in omicidio. I giudici hanno dichiarato:
(Testo della sentenza)
Il campo zingari è chiaramente rappresentato nella documentazione del processo. Il libro Der Auschwitz-Prozeß di Hermann Langbein, ad esempio, ha la sua parola chiave "campo zingari" con oltre 40 riferimenti.

### Altri processi
Il processo contro l'ex SS-Rottenführer e capo blocco del campo zingari Ernst-August König si è concluso nel 1991 con la "condanna all'ergastolo". Un'importante testimone del processo fu Lily van Angeren-Franz, che aveva lavorato nell'ufficio del campo. König fu accusato di sei capi d'accusa per omicidio e coinvolgimento nelle uccisioni di massa: fu condannato oltre ogni ragionevole dubbio per tre omicidi ma non fu condannato per il coinvolgimento nelle gasazioni. König si tolse la vita prima che la sentenza diventasse legalmente valida.

## Indennizzo delle vittime
Secondo una sentenza della Corte di giustizia federale (BGH) del 7 gennaio 1956, le persone perseguitate avevano diritto all'indennizzo ai sensi della Legge Federale sull'Indennizzo (BEG) solo per il periodo a partire dal 1º marzo 1943, data di entrata in vigore del "Decreto Auschwitz".
In conformità con la letteratura prevalente all'epoca, il tribunale aveva stabilito che il reinsediamento di Sinti e Rom nel Governatorato Generale, in particolare sulla base di una lettera del Reichsführer-SS del 27 aprile 1940, non era giustificato esclusivamente dal "Decreto Auschwitz". La Corte federale di giustizia (BGH) ribaltò questa sentenza nel 1963 sulla base delle nuove scoperte storiche dell'epoca e dei cambiamenti nel clima sociale e nell'affrontare il passato nazionalsocialista.

## Commemorazione
Il 2 agosto 2001, nel Blocco 13 dell'ex campo principale del Museo statale di Auschwitz-Birkenau, è stata aperta al pubblico una mostra permanente sul genocidio nazionalsocialista dei Sinti e dei Rom. Il progetto è stato realizzato sotto la guida del Centro di documentazione e cultura dei Sinti e dei Rom tedeschi, in stretta collaborazione con il Memoriale di Auschwitz e l'Associazione dei Rom in Polonia, nonché con altre sei organizzazioni nazionali di rom. La mostra è suddivisa in quattro aree principali: 
- la prima sezione riguarda l'emarginazione e l'esclusione dei Sinti e dei Rom tedeschi dalla presa di potere nazista alle prime deportazioni nella Polonia occupata dai tedeschi;
- la seconda sezione riguarda il genocidio negli Stati europei occupati dai nazisti e dai loro alleati;
- la terza sezione riguarda gli esperimenti medici;
- la quarta sezione riguarda la storia del "campo zingari".

In seguito al decreto di Himmler su Auschwitz del 16 dicembre 1942, i 23.000 membri della minoranza precedentemente imprigionati nei campi furono deportati dal Reich e da quasi tutti i Paesi occupati.
Il Memoriale alle vittime Sinti e Rom del nazionalsocialismo, eretto nel 2012, ne è un ricordo anche nel contesto politico di Berlino. Il memoriale è stato inaugurato il 24 ottobre 2012 alla presenza del Cancelliere federale Angela Merkel e del Presidente federale Joachim Gauck.
Nel 2015, il Parlamento europeo ha approvato una risoluzione in cui si chiede di intensificare gli sforzi per porre fine alla discriminazione nei confronti dei Rom e per combattere i crimini e i discorsi inneggianti all'odio nei loro confronti. Il 2 agosto è stato scelto in tutta Europa come la giornata di commemorazione per tutti i Rom che sono stati vittime di genocidio durante la seconda guerra mondiale.

## Nella cultura di massa
- Katrin Seybold,[121] Melanie Spitta[122]: Es ging Tag und Nacht, liebes Kind: Zigeuner (Sinti) in Auschwitz. 75 min., 1982;[123][124]
- Reiner Holzemer, Jürgen Staiger, Hartmut Ühlein: Verfolgt und vergessen. Die Vernichtung der Sinti und Roma in Auschwitz, Medienwerkstatt Franken 62 Min, 1985.[125]